# Auf Wiedersehen (Lied)
Auf Wiedersehen ist ein von Eberhard Storch geschriebener Schlager, der erstmals 1948 von Erika Brüning aufgenommen wurde. International bekannt wurde das Stück auch in englischer Version als Auf Wiederseh’n, Sweetheart von Vera Lynn aus dem Jahr 1952.

## Entstehung und Veröffentlichung
Der Liedtext und die Komposition von Auf Wiedersehen stammt vom deutschen Liedtexter und Komponisten Eberhard Storch. Das Stück wurde im Laufe der Jahre von diversen Interpreten, auch in verschiedenen Sprachen, aufgenommen. Als Alternativtitel sind bei der GEMA auch die Titelbezeichnungen Auf Wiedersehen auf Wiederseh’n, bleib nicht so lange fort und Weil wir uns gut versteh’n registriert.
Auch in diversen Film- und Videospielproduktionen fand das Lied Verwendung, so unter anderem in Auf Wiedersehen (1961, Interpretation: Margot Eskens), Wie ich den Krieg gewann (1967, Vera Lynn), Mafia II (2010, Les Baxter), American Horror Story – Monsters Among Us (2014) oder auch T2 Trainspotting (2017, Vera Lynn).
Die erste Veröffentlichung stammt von der deutschen Kabarettistin und Sängerin Erika Brüning. Diese nahm das Stück gemeinsam mit den Schöneberger Sängerknaben auf. Die musikalische Leitung hatte der deutsche Chorleiter und Dirigenten Gerhard Hellwig. Bei der Instrumentierung kam unter anderem eine Kinoorgel zum Einsatz. Das Stück erschien 1948 als 10″-Schellack-Single über das Musiklabel Imperial (Katalognummer: 19 297). Als B-Seite ist der Titel Mal mit Willi auf dem Mond sein … enthalten.

## Inhalt
| Auf Wiedersehen | Auf Wiederseh’n, Sweetheart |
| --- | --- |
| Auf Wiederseh’n, auf Wiederseh’n, bleib nicht so lange fort, denn ohne Dich ist's halb so schön, darauf hast du mein Wort. Auf Wiederseh’n, auf Wiederseh’n, das eine glaube mir: Nachher wird es nochmal so schön, das Wiederseh’n mit dir. Weil wir uns so gut verstehen, hab ich dich gar zu gern bei mir. Leider musst du schon gehen, ein Wort zum Abschied sag ich dir: Auf Wiederseh’n, auf Wiederseh’n, bleib nicht so lange fort, denn ohne dich ist's halb so schön, darauf hast du mein Wort. Auf Wiederseh’n, auf Wiederseh’n, das eine glaube mir: Nachher wird es nochmal so schön, das Wiederseh’n mit dir. Wir könnens oft nicht zeigen, was unser Herz verschwiegen spricht. Muss dann der Mund auch schweigen, sag doch das Herz: „Vergiss mich nicht“ Auf Wiederseh’n, auf Wiederseh’n, das eine glaube mir: Nachher wird es nochmal so schön, das Wiedersehn mit dir. Nachher wird es nochmal so schön, das Wiedersehn mit dir. | (Auf Wiedersehen, auf Wiedersehen) (We'll meet again, sweetheart) This lovely day has flown my way The time has come to part We’ll kiss again, like this again Don’t let the teardrops start With love that’s true, I’ll wait for you Auf Wiedersehen, sweetheart Auf Wiedersehen We’ll meet again, sweetheart This lovely day has flown away The time has come to part We’ll kiss again, like this again Don’t let the teardrops start With love that’s true, I’ll wait for you Auf Wiedersehen, sweetheart |

## Coverversion von Vera Lynn

### Entstehung und Veröffentlichung
Eine der kommerziell erfolgreichsten Versionen zu Auf Wiedersehen erschien 1952 in der Interpretation der britischen Sängerin Vera Lynn. Sie nahm das Lied unter dem Titel Auf Wiederseh’n, Sweetheart mit einem englischsprachigen Text von Geoffrey Parsons und John Turner auf. Die Komposition basiert auf dem Original von Storch. Die musikalische Leitung und Produktion dieser Neuaufnahme stammt von Roland Shaw. Zum ersten Mal veröffentlicht wurde es auf der jetzt üblichen 7″-Single über das Musiklabel London Records mit der B-Seite From the Time You Say Goodbye (The Parting Song) (Katalognummer: 45-1227). 1953 erschien es als Teil der EP Sincerely Yours (Volume 2) (Katalognummer: London LB. 690). 1961 trat Lynn mit dem Titel in der Tennessee Ernie Ford Show auf.

### Charts und Chartplatzierungen
Auf Wiederseh’n, Sweetheart konnte sich eine Woche in den britischen Singlecharts platzieren und erreichte dabei in der Chartwoche vom 14. November 1952 Rang zehn. Das Lied avancierte für Lynn nach Forget Me Not und The Homing Waltz (beide 1952) zum dritten Top-10-Hit in ihrer Heimat.
In den US-amerikanischen Best Sellers in Stores, einem Vorläufer der Billboard Hot 100, stieg die Single am 21. Juni 1952 auf Rang zwölf ein. Drei Wochen nach seinem Einstieg wurde die Interpretation Lynns zum Nummer-eins-Hit, wo es im Zeitraum vom 12. Juli bis 12. September 1952 neun Wochen blieb. Bis zum 8. November 1952 platzierte sich die Single 21 Wochen in den Charts, 15 davon in den Top 10. Lynn erreichte hiermit als erster ausländischer Künstler die Chartspitze in den Vereinigten Staaten. In den Single-Jahrescharts belegte das Lied 1952 den fünften Rang.
| ChartsChartplatzierungen       | Höchstplatzierung | Wochen |
| ------------------------------ | ----------------- | ------ |
| Vereinigtes Königreich (OCC)   | 10 (1 Wo.)        | 1      |
| Vereinigte Staaten (Billboard) | 1 (21 Wo.)        | 21     |

| ChartsJahrescharts (1952)      | Platzierung |
| ------------------------------ | ----------- |
| Vereinigte Staaten (Billboard) | 5           |

## Coverversion von Gus Backus

### Entstehung und Veröffentlichung
Der US-amerikanische Schlagersänger Gus Backus nahm im Jahr 1961 eine deutschsprachigen Coverversion von Auf Wiederseh’n auf. Die Komposition und der Text blieben dabei unverändert. Musikalisch handelt es sich bei dieser Version um einen Foxtrot, der sich im Bereich des Schlagers bewegt. Für die Produktion zeichnete der deutsche Musikproduzent Gerhard Mendelson verantwortlich. Die musikalische Begleitung erfolgte durch das Orchester Johannes Fehring unter der Leitung Fehrings.
Die Erstveröffentlichung dieser Version von Auf Wiederseh’n erfolgte im April 1961 als Single unter der Katalognummer 24 484. Das Lied erschien über das Musiklabel Polydor, das auch für den Vertrieb zuständig war. Als B-Seite entschied man sich für den Titel Tempo Brasiliano. Auf dem Frontcover der Schallplatte sind – neben Künstlernamen und Liedtitel – Backus und eine ältere Frau, die sich von jemandem verabschiedet, zu sehen. Das Porträt von Backus ist schwarz-weiß und in das eigentliche, in grün gehaltene Bild, der Frau eingebettet. Im September 1961 erschien diese Single auch auf dem US-amerikanischen Markt.
1961 wurde das Lied als Teil von Ich liebe dich so sehr veröffentlicht (Katalognummer: Polydor 21 341 EPH), der dritten EP von Gus Backus. Im selben Jahr war es Teil des Polydor-Samplers Die aktuelle Non-Stop-Revue mit 24 Bestsellern 2 (Katalognummer: J 73 529), der als „Sonderauflage für Mitglieder des Bertelsmann Schallplattenringes“ erschienen ist. Im Folgejahr erschien das Lied zudem als Teil von Backus’ Debütalbum Ich hab’ mein Herz in Germany verloren (Katalognummer: Polydor 46 759 LPHM).

### Charts und Chartplatzierungen
Auf Wiederseh’n erreichte erstmals im Juni 1961 auf Rang 15 die deutschen Singlecharts, was zugleich die beste Chartnotierung darstellte. In den Folgemonaten belegte das Lied noch die Ränge 32, 38 und 49. Die Single platzierte sich somit vier Monatsausgaben in den deutschen Singlecharts, letztmals im September 1961. Für Gus Backus wurde das Lied nach Brauner Bär und weiße Taube, Muss i denn, muss i denn zum Städtele hinaus, Da sprach der alte Häuptling und Heut’ kommen d’Engerln auf Urlaub nach Wien zum fünften Charthit in Deutschland.
| ChartsChartplatzierungen | Höchstplatzierung | Monate |
| ------------------------ | ----------------- | ------ |
| Deutschland (GfK)        | 15 (4 Mt.)        | 4      |

## Coverversion von Demis Roussos
Der griechische Sänger Demis Roussos veröffentlichte 1974 eine von Leo Leandros produzierte Coverversion in deutscher Sprache. Sie erschien im August 1974 als Single über Philips Records (Katalognummer: 6009 526). Auf der B-Seite der Single befindet sich das Lied Walzer für zwei. Das Lied erschien im selben Jahr als Teil von Roussos’ erstem deutschsprachigen Studioalbum Auf Wiederseh’n (Katalognummer: 6325 134).
Die Single verfehlte den Einstieg in den D-A-CH-Staaten, avancierte jedoch zum Top-10-Hit in den Niederlanden (Rang 5) und erreichte auch in Belgien (Flandern) die Charts (Rang 19).

## Weitere Coverversionen (Auswahl)
| Deutschsprachig - 1950: René Carol & Ernst Jäger mit seinem Orchester - 1950: Hans Carste und sein Orchester, Ursula Maury und Knabenchor & Heinrich Riethmüller - 1950: Gerhard Gregor - 1950: Inge Donzow, Karl Golgowsky mit Chor & Adalbert Lutter mit seinem großen Tanzorchester - 1950: Rudi Hofstetter mit Kinderchor & Heinz Neubrand - 1950: Johnny Play & Chor und Orchester Cédric Dumont - 1950: Rudi Schuricke & Helmut Zacharias Streichorchester (Album: Florentinische Nächte) - 1956: Liane Augustin & Bohème Bar Trio - 1959: Ralf Bendix - 1959: Fred Bertelmann - 1960: Golgowsky-Quartett & Will Glahé und sein Musette-Orchester (Album: German Sing-Along) - 1962: Die lustigen Musikanten - 1964: Vico Torriani - 1966: Corry Brokken, Heidi Brühl, Bully Buhlan, René Kollo, Maria Marky, Rosy-Singers & Gerhard Wendland (Album: Schlager von gestern) - 1974: Tony Marshall (Album: Tony, Tony Tätärä) - 1978: Die Kirmesmusikanten - 1979: Fischer-Chöre Englischsprachig - 1952: The Ames Brothers, Ray Bloch & The Sweetland Singers - 1952: Les Baxter (Album: ’Round the World with Les Baxter) - 1952: Champ Butler, Percy Faith & His Orchestra & The Norman Luboff Choir - 1952: Eddy Howard - 1952: Teddy Johnson & Norrie Paramor & His Orchestra & Chorus - 1952: Guy Lombardo & His Royal Canadians, Kenny Martin & Lombardo Quartet - 1953: Teddy Reno - 1960: Mantovani Orchestra - 1962: Joe Dowell (Album: Joe Dowell Sings the German American Hits) - 1963: Paul Anka (Album: Our Man Around the World) - 1963: Joni James - 1963: Jim Reeves (Album: Jim Reeves’ Golden Records) - 1963: Jerry Vale - 1964: Chet Atkins, Bobby Bare, Jim Reeves & The Anita Kerr Singers - 1964: Ethel Ennis - 1965: Roy Drusky | Dänisch - 1966: Keld & The Donkeys – Vi ses igen Finnisch - 1951: Olavi Virta – Näkemiin Französisch - 1951: Tino Rossi – Bonjour amis Niederländisch - 1955: Emile Deltour, Bob Scholte & Koor en Orkest – Tot wederziens Norwegisch - 1951: Jens Christian Mathiesen, The Monn-Keys & Egil Monn-Iversens Danseorkester – Vel møtt igjen Schwedisch - 1951: Harmony Sisters – Vi ses igen - 1951: Åke Johansson & Göte Wilhelmsons Kvintett – Vi ses igen - 1977: Anna-Lena Löfgren & Poliskören Stockholm Instrumentalmusik - 1952: Frankie Carle - 1957: Helmut Zacharias & His Magic Violins - 1959: Billy Vaughn & His Orchestra (Album: Golden Saxophones) - 1965: Werner Müller und sein Orchester - 1976: Günter Noris & Big Band der Bundeswehr |